# Lista siturilor arheologice din județul Argeș - N
Lista siturilor arheologice din județul Argeș - N conține toate siturile arheologice din județul Argeș înscrise în Repertoriul Arheologic Național (RAN) și aflate în localități al căror nume începe cu litera N. RAN este administrat de Ministerul Culturii și Patrimoniului Național și cuprinde date științifice, cartografice, topografice, imagini și planuri, precum și orice alte informații privitoare la zonele cu potențial arheologic, studiate sau nu, încă existente sau dispărute.
Puteți căuta un sit din localitățile care încep cu litera N folosind formularul de mai jos sau puteți naviga prin toate siturile din județ la Lista siturilor arheologice din județul Argeș.
| Cod RAN                             | Denumire | Localitate                             | Adresă | Datare                       | Descoperit | Coordonate | Imagine           | Erori            |
| ----------------------------------- | --- | -------------------------------------- | ------ | ---------------------------- | ---------- | ---------- | ----------------- | ---------------- |
| 13588.02 (Cod LMI: AG-IV-m-A-13977) | Cruce de piatră la Nămăești (Categorie: structură de cult/religioasă) (Tip: cruce)                                             | sat Nămăești, comuna Valea Mare Pravăț |        | 1730                         |            |            | Încărcați imagine | Raportați eroare |
| 14398.01 (Cod LMI: AG-IV-m-A-13978) | Cruce de piatră la Negrești (Categorie: structură de cult/religioasă) (Tip: cruce)                                             | sat Negrești, comuna Beleți-Negrești   |        | 1707                         |            |            | Încărcați imagine | Raportați eroare |
| 17780.01 (Cod LMI: AG-IV-m-A-13979) | Cruce de piatră la Nucșoara (Categorie: structură de cult/religioasă) (Tip: cruce)                                             | sat Nucșoara, comuna Nucșoara          |        | 1729                         |            |            | Încărcați imagine | Raportați eroare |
| 17780.02 (Cod LMI: AG-IV-m-A-13980) | Cruce de piatră la Nucșoara (Categorie: structură de cult/religioasă) (Tip: cruce)                                             | sat Nucșoara, comuna Nucșoara          |        | 1760                         |            |            | Încărcați imagine | Raportați eroare |
| 16383.01.01                         | Situl Bisericii "Sf. Voievozi " din Negreni / ansamblu Bisericii "Sf. Voievozi " (Categorie: construcție cult) (Tip: biserică) | sat Negreni, comuna Dârmănești         |        | 1798                         |            |            | Încărcați imagine | Raportați eroare |
| 16383.01.02                         | Situl Bisericii "Sf. Voievozi " din Negreni / ansamblu Bisericii "Sf. Voievozi " (Categorie: construcție cult) (Tip: Biserică) | sat Negreni, comuna Dârmănești         |        | 1816-1818                    |            |            | Încărcați imagine | Raportați eroare |
| 17735.01.01                         | Așezarea și necropola de tip Chilia-Militari de la Negrași / ansamblu anonim (Categorie: locuire) (Tip: așezare)               | sat Negrași, comuna Negrași            |        | Chilia - Militari sec. II-IV |            |            | Încărcați imagine | Raportați eroare |
| 17735.01.02                         | Așezarea și necropola de tip Chilia-Militari de la Negrași / ansamblu anonim (Categorie: locuire) (Tip: Necropolă)             | sat Negrași, comuna Negrași            |        | Chilia - Militari sec. II-IV |            |            | Încărcați imagine | Raportați eroare |